# William John Butterworth
Pour les articles homonymes, voir Butterworth.
William John Butterworth, né le 10 juin 1801 et mort le 4 novembre 1856 à Singapour, est le gouverneur des établissements des détroits d'août 1843 au 21 mars 1855.
En 1851, lorsque les établissements des détroits sont transférés sous le contrôle du gouverneur général des Indes, Butterworth en reste le gouverneur.

## Biographie
Fils du capitaine de la Royal Navy William Butterworth et de son épouse Ann (née Hodgkinson), Butterworth rejoint l'armée à Madras et atteint le grade de lieutenant-colonel dans le 38e régiment de Madras. Il devient en août 1843 gouverneur des établissements du détroit et joue alors un rôle déterminant dans la création du Singapore Volunteer Corps (en). Il est ensuite promu major général en 1855.

## Récompenses et distinctions
- Butterworth est nommé Compagnon de l'Ordre du Bain (CB) lors des honneurs du couronnement de 1838[4].
- La ville de Butterworth en Malaisie dans le Penang, porte son nom[5].